# Васил Кировски
Васил Петков Кировски е български хайдутин, Ботевски четник и опълченец. 

## Биография
Роден е в 1850 година във войнушкото село Микре, Ловешко. Произхожда от стария микренски род Кировски. Семейството на баща му Петко и майка му Нейка има петима сина: Кино, Кольо, Еврьо, Васил и Стоян. Вуйчо на Васил Кировски е видният борец за българско национално освобождение Христо Димитров Иванов Мирвански. Сестрата на Петко Кировски е омъжена за Георги Килешарски. Техният син Димитър Георгиев, братовчед на Васи Кировски също активно участва в комитетските работи. Един клон от рода Кировски днес носи фамилията Ковашки, защото Васил чрез вуйчо си Христо Димитров поправял оръжието на революционерите. Бил изкусен майстор и опитен в този занаят. Вуйчото на Васил Кировски Христо Димитров Иванов – Мирвански и братовчед му Димитър Георгиев - Комитата се преселват в град Ловеч и активно участват в революционната дейност. Първата калка като поборник Васил получава в четата на Филип Тотю, той е доверен тюфекчия на стария войвода. При една гавра прераснала в свада между брат му Еврьо и местни турци събирачи на данъци комитетските дейци убиват нанеслия обидата бирник. Отмъщението не закъснява. Хайка въоръжени турци затриват баща му, стария Петко Кировски и брат му Кольо, вследствие на което Васил с брат си Стоян с помощта на връщащия се от Белград негов вуйчо Христо Иванов, където е участвал в легията на Георги Сава Раковски се изтегля във Влашко и се установява в Букурещ, а другият му брат Еврьо се изселва в село Голяма Желязна, Троянско, където по-късно се жени.
В Букурещ Васил изкарва прехраната си в бозаждийницата на вуйчовците си Христо и Стойко Димитрови, които са били членове на задграничната БРЦК. В мазето на бозаждийницата е действал таен клуб на българската емиграция и хъшове, който самият Хрисо Ботев редовно е посещавал и където са се провеждали военни обучения на бъдещите негови четници. Васил съвсем разбираемо се записва и участва в четата на българския поет и революционер. След разгрома на четата Васил Кировски успява да се изтегли на север през Свищов заедно с брата на Васил Левски - Петър Кунчев и още десетки техни другари по оръжие. Благодарение на Филип Тотю се записва в българската бригада командвана от руснака Григорий Филипович по време на Сръбско-турската война от 1876 г. Участва и в сраженията, водени от четата на Тодор Велков при Ново село, Видинско, при Алексинац и Крагуевац. Васил не спира дотук със своя дан пред майка България. В края на април 1877 г. Българското опълчение е предислоцирано от Кишинев в Плоещ , където към него се присъединяват много доброволци от Сръбско-турската война от 1876 г. Тук се записва и Васил Кировски в редиците на Българското опълчение заедно с братовчед си Димитър Георгиев и вучйо си Христо Димитров. Славните микренци участват в боевете с 4-та (в 5-та рота) и 3-та дружина (на тази дружина, командвана от легендарния руски офицер подполковник Павел Калитин е поверено Самарското знаме. Това празнично събитие се случва на 6 май 1877 г. в град Плоещ, където руският общественик и славянофил граф Пьотър Алабин и Ефим Кожевников връчват свещеното знаме на подполковник Павел Калитин), а също и в 8-ма дружина като редови войник при Ески Загра и върховете Орлово гнездо и Шипка по време на Руско-турската война 1877-1878 г. Със своя боен другар Георги Каратодоров (Каратодор) пленяват турчин, който е утолявал жаждата си от свирепите боеве при един кладенец между Шипка и Шейново. На бойните позиции се връщат с вода за своите прежаднели бойни другари и като „подарък“ на командира занасят и вързания турчин. Достъпът до вода е бил кът и за двете страни по време на ожесточените боеве на Шипка. При набавянето им за защитниците на прохода загиват много деца, жени и мъже от местното население.
Васил Кировски на 28 януари 1881 г. е награден с войнишки кръст, който представлява светлобронзов медал (учреден на 19 юни 1880 г.) за храброст „Св. Георги“ IV-та степен от министъра на войната на княз Александър Батенберг. От село Микре общо 11 души участват в четата на Христо Ботев и 39 микренци се борят за българската свобода в редиците на Българското опълчение. Това е едно от населените места в България дало най-много борци за българското освобождение. В книгата си за Микренските Ботевци микренецът полк. Дончо Дончев, който също е потомък на един от четниците на поета-революционер от селото пише: „За най-трудните изпитания по време на Шипченските боеве на 11 (22) август 1877 г. - денят, когато в Ловеч също кипят най-ожесточените боеве, Васил Петков разказвал: „Свършихме патроните, та с камъни и кърпели възпирахме турците, но не отстъпихме“. Това става същият ден, в който привечер казашки сотни стигат до родното му село Микре и прогонват от там поробителите. ... „От пенсионните му документи се установява, че към 24 март 1898 г. Васил е бил на 47 години, съпругата му Вълка - на 34 години и е имал три дъщери: Войка - 17 години, Станка - 7 години и Бойка - на 4 години. На 54-годишна възраст освен дъщерите си имал вече и 7-годишен син Петко."
Славният герой Васил Петков Кировски умира през 1935 г. в Ловеч. Погребан с военни почести и военен духов оркестър като заслужил борец за Освобождението на България.